# یوزف کوکوچکا
یوزف کوکوچکا (چکی: Jozef Kukučka؛ زادهٔ ۱۳ مارس ۱۹۵۷) بازیکن فوتبال اهل چکسلواکی بود.
از باشگاه‌هایی که در آن بازی کرده‌است می‌توان به باشگاه فوتبال بوهمیانس ۱۹۰۵ اشاره کرد.
وی همچنین در تیم ملی فوتبال چکسلواکی بازی کرده‌است.